# キングス・パーク・スタジアム
キングス・パーク・スタジアム（英語: Kings Park Stadium）は、南アフリカ共和国クワズール・ナタール州エテクウィニ都市圏（ダーバン）にある球技場である。ネーミングライツによりABSAスタジアム（アブサスタジアム、英語: ABSA Staduim）と呼ばれている。

## 概要
ダーバンのキングス・パーク・スポーツ地区内にあるラグビーやサッカーの競技場である。

## 歴史
1958年に完成、当時の収容人数は12,000人であった。その後数度にわたって改修が行われ、1995年ラグビーワールドカップに向けての改修で収容人数は52,000人となった。また、翌1996年のサッカーアフリカネイションズカップ1996でも試合会場として使用された。2010 FIFAワールドカップにおいては隣接地に70,000人収容のモーゼス・マヒダ・スタジアムが建設されこちらが試合会場となった。